# Atemptat a la Rambla de Barcelona
|  | Aquest article tracta sobre un dels tres episodis que van constituir els atemptats reivindicats per Estat Islàmic a Catalunya l'any 2017. Si cerqueu l'article principal sobre els fets, vegeu «Atemptats de Catalunya de 2017». |

El 17 d'agost de 2017 es va produir un atropellament massiu deliberat a la Rambla de Barcelona, fent servir la tècnica de vehicle-ariet. En l'atemptat van morir 15 persones -13 d'elles al mateix moment de l'incident, a més d'una altra apunyalada a mans del perpetrador durant la seva fugida i una altra en un hospital, dies després de l'atac- i més de 100 van resultar ferides de diversa consideració. Hores després fou reivindicat per Estat Islàmic mitjançant l'agència de notícies Amaq.
Aquest atemptat forma part dels atemptats de Catalunya de 2017 juntament amb una explosió a Alcanar del dia abans i l'atemptat de Cambrils realitzat hores més tard. En el primer dues persones van morir i setze van resultar ferides després d'esfondrar-se una casa a Alcanar on posteriorment van trobar 106 bombones de butà. En el segon, produït la matinada del 18 d'agost, una dona va morir en mans d'un dels ocupants d'un vehicle que va saltar-se un control policial. En un tiroteig posterior van morir els cinc ocupants, els quals duien explosius falsos i anaven armats amb una destral i ganivets.
Inicialment es van detenir quatre persones, tres a Ripoll i una a Alcanar.

## Context
Després dels atemptats de l'11 de setembre de 2001 els Estats Units d'Amèrica van iniciar la Guerra contra el terrorisme (War on terror, en anglès) que es materialitzaria amb la Guerra de l'Afganistan i la Invasió de l'Iraq de 2003. En resposta a aquestes accions hi van haver diferents atacs terroristes contra els estats participants de la coalició: l'atemptat de Madrid de l'11 de març de 2004 i els atemptats de Londres del 7 de juliol de 2005.
Des de 2007 diversos informes dels serveis d'intel·ligència van començar a identificar Catalunya com un destacat centre d'activitat al Mediterrani de grups extremistes islamistes. Algun d'aquests informes seria filtrat per Wikileaks el 2009, on es relacionava extremisme amb immigració.

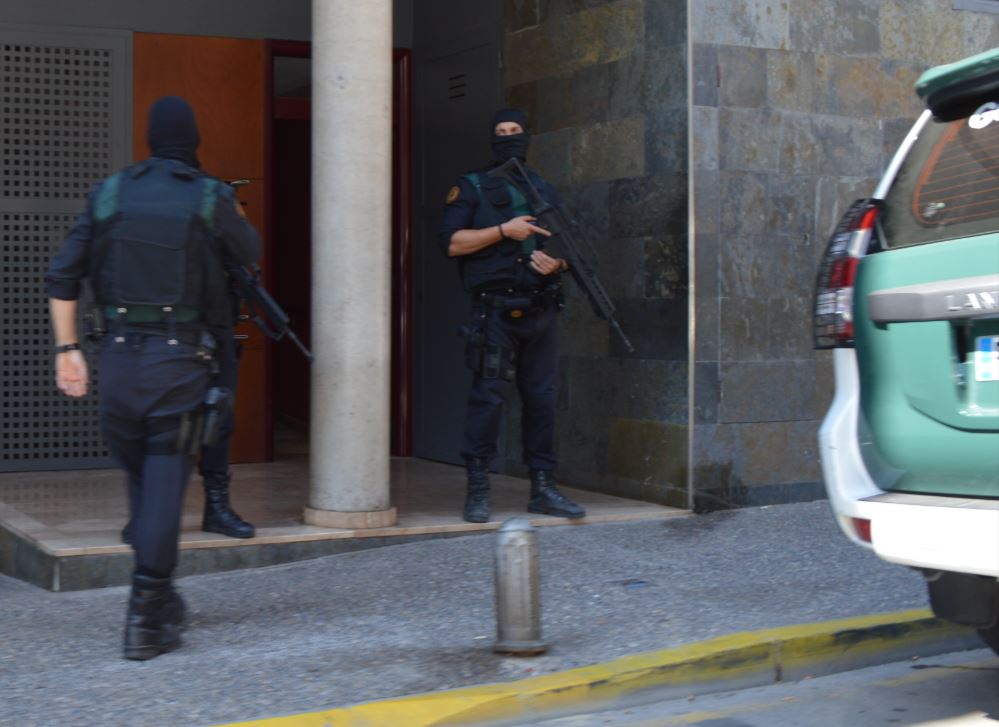
Agents de la Guàrdia Civil detenint dues persones a Arbúcies acusades de finançar Daeix el 2016.

Amb l'esclat de la Guerra Civil siriana, vestigis islamistes de la insurgència iraquiana després de 2011 es van organitzar i l'any 2014 van proclamar l'Estat Islàmic (també anomenat Daeix); que organitzaria i fomentaria una nova onada d'atemptats a Europa, com els de Niça i Brussel·les el 2016 o Londres el 2017. Progressivament, a mesura que Daeix perdia territori, van canviar de tàctica i van començar a promoure atacs ràpids i sense preparació amb ganivets, explosius casolans o amb vehicles.
Durant aquesta onada d'atemptats perpetrats per terroristes d'Estat Islàmic altre cop els serveis d'intel·ligència dels Estats Units van constatar que Catalunya era un punt prioritari en la lluita contra el terrorisme. Per això, l'any 2015, hi havia agents de la CIA desplegats pel territori, coordinats al consolat dels EUA de Barcelona, treballant principalment a les demarcacions de Tarragona i Barcelona, considerats nuclis més actius. Alhora, l'any 2016, l'Estat Islàmic amenaçava la capital catalana ensenyant la Sagrada Família en un dels seus vídeos propagandístics.
Simultàniament, entre l'any 2012 i 2016, a Catalunya es van detenir un total de 62 persones en 31 operacions per presumpta vinculació amb el terrorisme fonamentalista islamista segons dades del Ministeri de l'Interior d'Espanya (una tercera part dels 186 detinguts per aquest motiu a l'estat espanyol). Amb la xifra més gran de detinguts, 50 en 22 operacions, a les comarques barcelonines. Tot i això, abans que es fundés Daeix, el fonamentalisme islamista ja tenia una presència important a Catalunya (amb un 33,3% dels sentenciats per terrorisme gihadista a Espanya).

## Cronologia

### Explosió a Alcanar
Un grup de 12 militants d'Estat Islàmic liderats per l'imam de Ripoll Abdelbaki es Satty va fer servir un en un xalet de la urbanització Montecarlo d'Alcanar, a la comarca del Montsià, com a centre d'operacions amb l'objectiu d'organitzar un atac massiu a Barcelona amb explosius. El seu pla inicial seria, segons informen fonts policials, omplir un camió amb explosius i bombones de butà i possiblement detonar-lo en algun lloc cèntric. L'atac s'hauria estat preparant durant setmanes. La nit del 16 d'agost de 2017 es va produir un accident que provocà una forta explosió que va causar la mort de dues persones, Youssef Aallaa i Abdelbaki Es Satty, i ferides de diversa consideració a una desena més d'individus, un d'ells Mohamed Houli Chemlal que posteriorment es va identificar com a membre de la cèl·lula terrorista.
Inicialment els mitjans de comunicació i d'emergències van atribuir l'explosió a un accident fortuït amb gas butà. Un dia després, mentre els operaris i els cossos de seguretat estaven netejant la runa, es va produir una segona detonació. En el primer episodi va morir un home, un segon va quedar ferit greu, i sis més van patir ferides lleus; mentre que en el segon, sis membres dels Mossos d'Esquadra, dos Bombers de la Generalitat de Catalunya i un operari de retroexcavadora van haver de ser atesos amb ferides de diversa consideració.
Davant d'aquests fets, els presumptes terroristes haurien ideat un segon atac, de dimensions menors, al centre de Barcelona. Per tal de perpetrar-ho, haurien intentat llogar un camió, però com que no tenien els permisos necessaris, finalment haurien llogat dues furgonetes Fiat Talento blanques a Telefurgo, una empresa de lloguer de vehicles ubicada a Santa Perpètua de la Mogoda.

### Atac a la Rambla
El dijous 17 d'agost, a les 16:50h, una de les furgonetes de lloguer va envestir desenes de persones a la part alta de la Rambla de Barcelona. Segons testimonis oculars, el conductor va anar fent esses al llarg d'uns 550 metres per tal d'atropellar més gent. El furgó va aturar-se a l'altura de mitja Rambla, just a sobre del Mosaic del Pla de l'Os de Joan Miró. Seguidament, el conductor va sortir de la furgoneta. Inicialment es va difondre que possiblement el conductor anava armat i estava atrinxerat en un bar del centre, però hores després els mossos van desmentir-ho. El 21 d'agost al matí els Mossos d'Esquadra confirmarien que el conductor hauria fugit travessant el Mercat de la Boqueria.
Al cap de pocs minuts es va desplegar un fort dispositiu policial, anomenat «Operació Gàbia», i els diversos canals d'emergències oficials van demanar a la ciutadania no sortir al carrer per la zona i als vianants que es protegissin als portals i locals propers. També van posar en marxa el dispositiu antiterrorista Cronos. Aquests dispositius de control antiterrorista van causar un col·lapse de trànsit a la ciutat comtal que es va allargar fins a altes hores de la nit, ja que es verificava un per un qualsevol vehicle que intentés sortir de la ciutat.

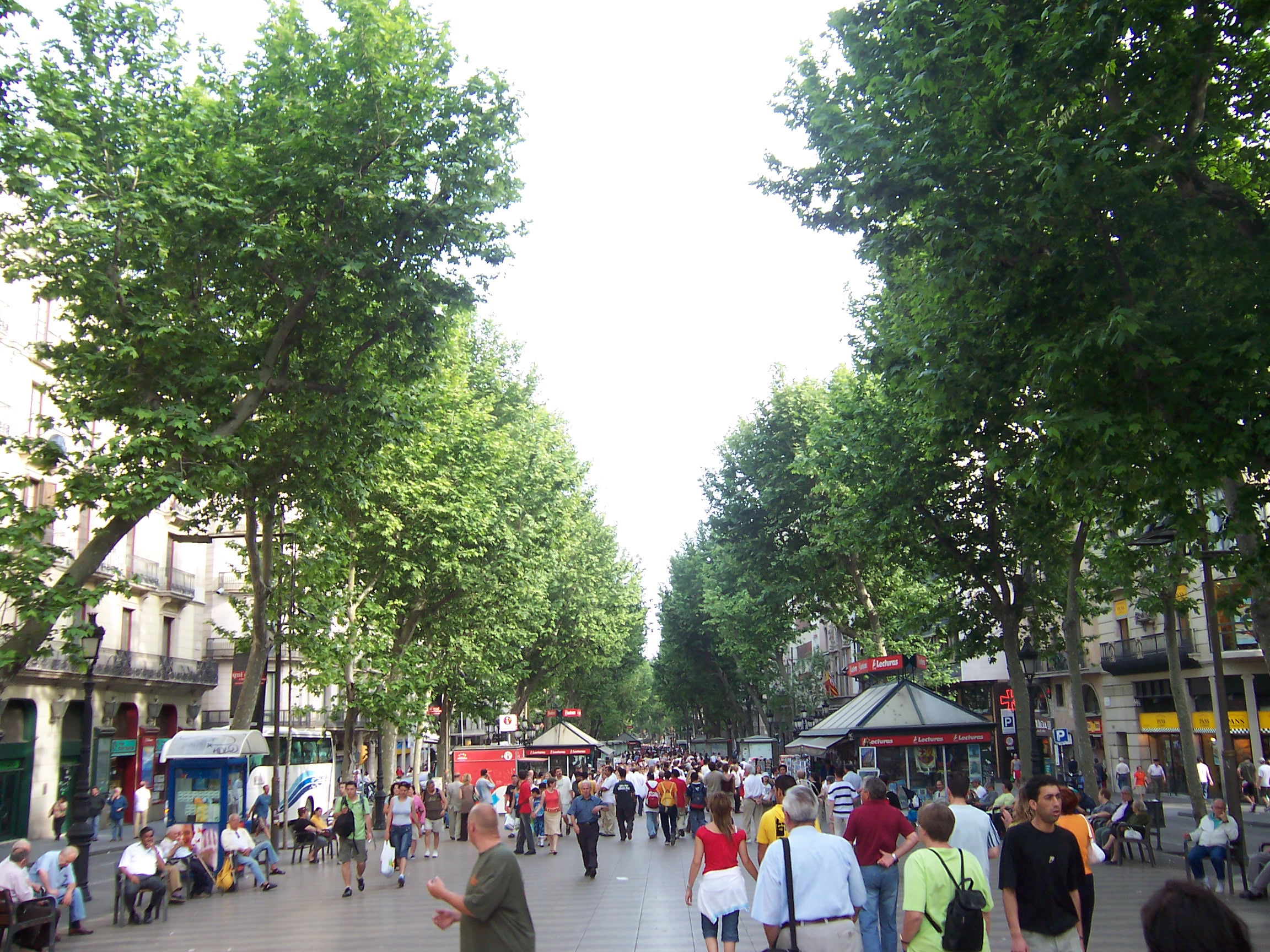
Inici de La Rambla, on hauria començat l'atac
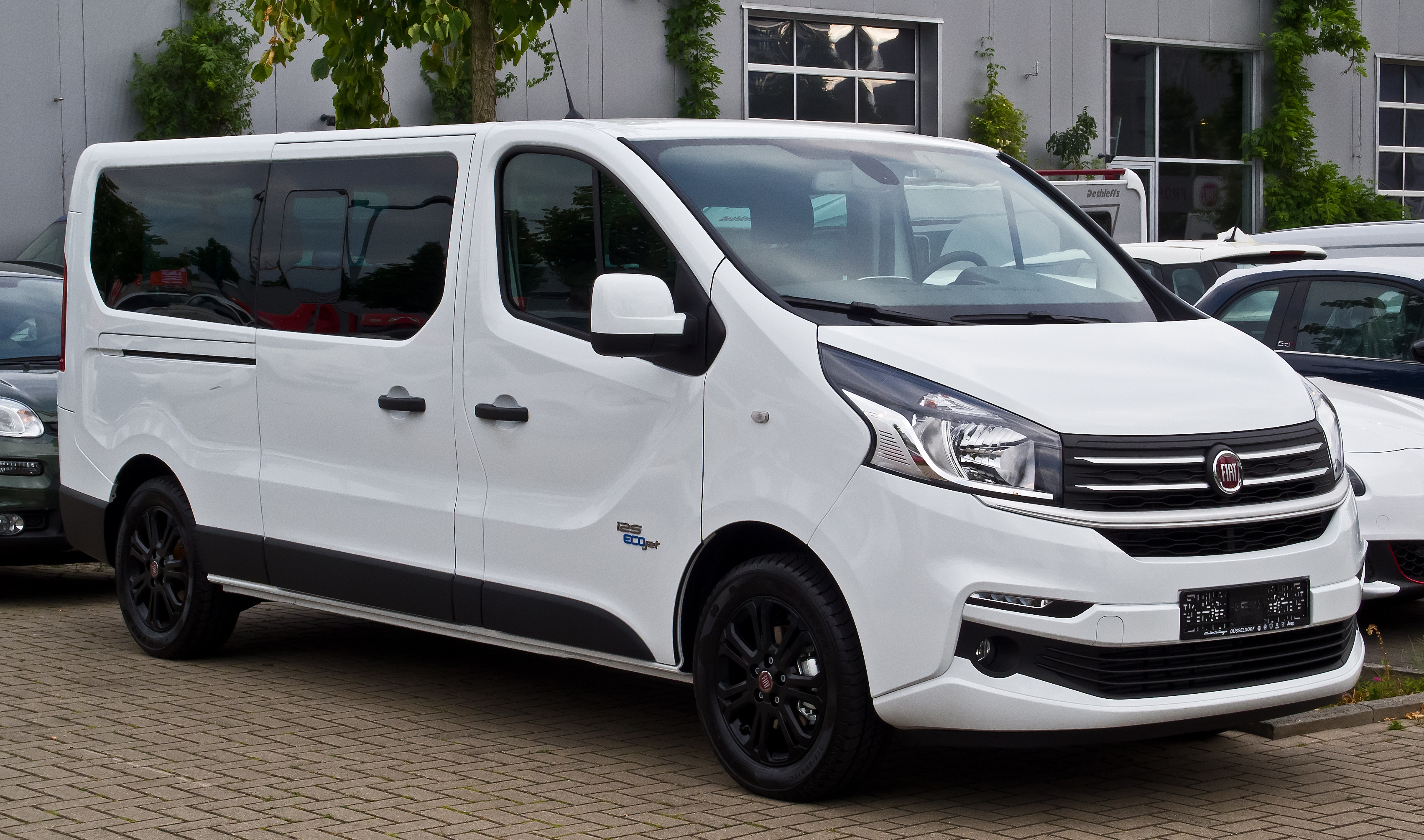
Model de vehicle que es va fer servir
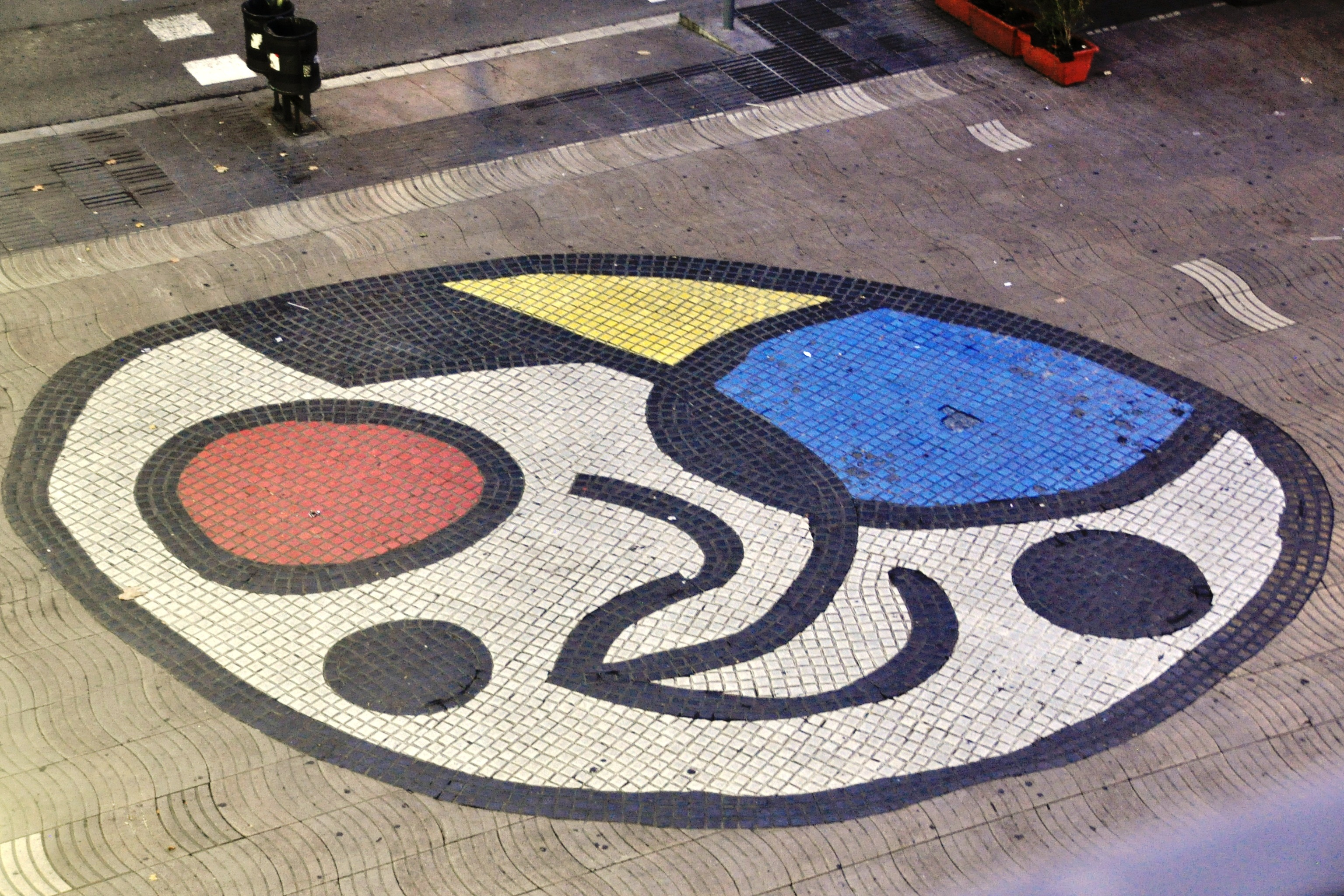
Punt de la Rambla on es va aturar el vehicle
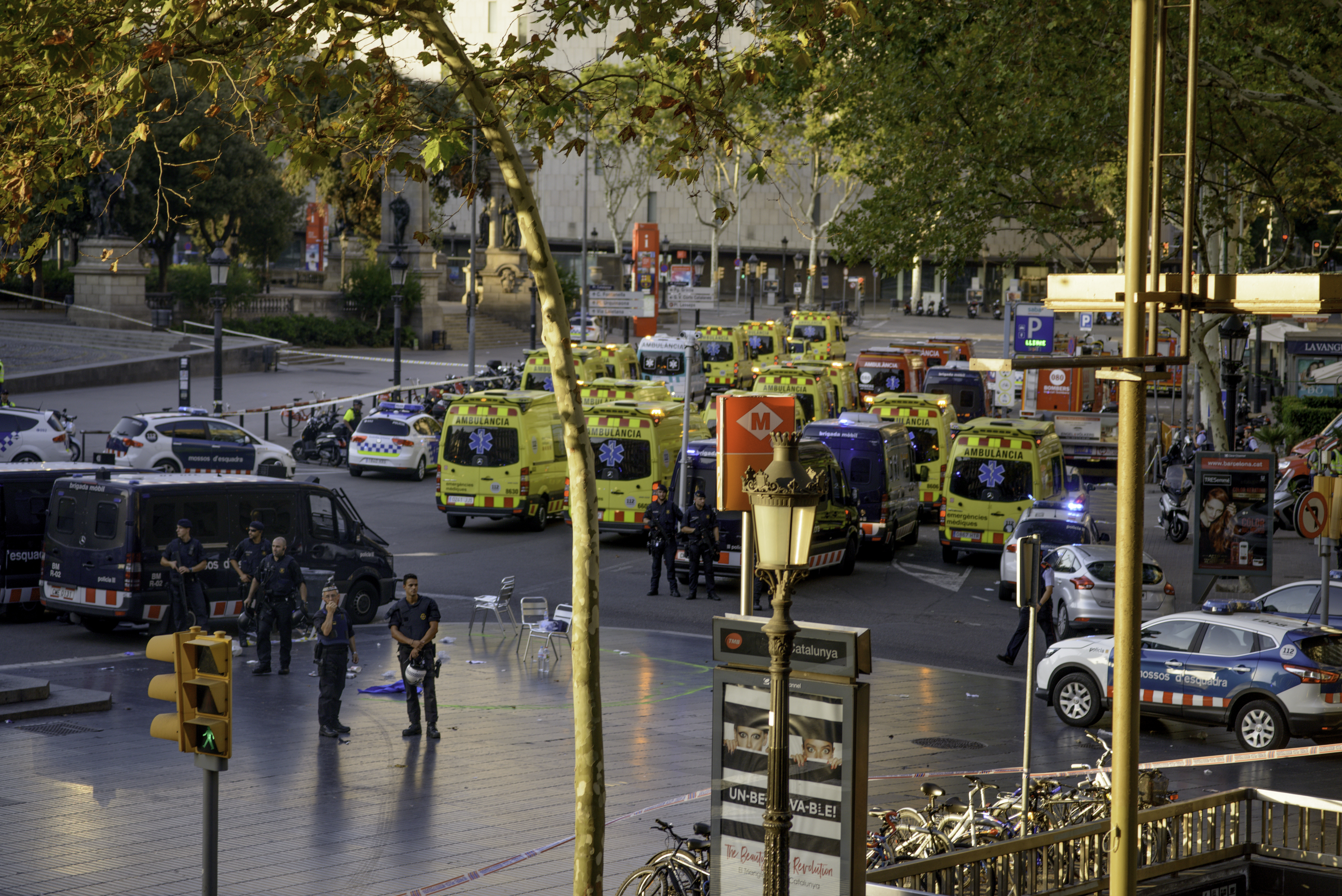
Vehicles d'emergències a la plaça de Catalunya després de l'atemptat

Les estacions de Renfe de Plaça Catalunya i Passeig de Gràcia es van tancar i els trens no hi efectuaven parades. També es van tancar diverses estacions de metro, com la d'Universitat, Plaça Catalunya, Paral·lel, Drassanes i Passeig de Gràcia, i les línies de bus que travessen la zona. També es van tallar la Ronda de Dalt i la Ronda del Litoral, i es van realitzar controls a les principals sortides de la ciutat. Es van obrir punts de recollida de sang als principals Hospitals de Catalunya. Els taxis es van oferir a transportar persones fora de la zona centre i TMB va anunciar que no cobraria per l'ús del transport públic en la zona.
Poc abans de les 19.00 els Mossos d'Esquadra van confirmar que es tractava d'un atac terrorista. La segona furgoneta es va trobar a Vic, davant d'un Burger King que hi ha a la carretera que va direcció Manlleu. Segons les càmeres de seguretat del local, la furgoneta estava aparcada allà com a mínim des de dimecres.
Tant l'alcaldessa Ada Colau com el president de la Generalitat, Carles Puigdemont, van cancel·lar les seves vacances per gestionar l'incident des de la capital catalana. Poc després de les 19h es va organitzar un gabinet de crisi a la conselleria d'interior amb la presència de Puigdemont, Colau, Millo i responsables dels diversos cossos de seguretat.
En una compareixença el conseller d'interior Joaquim Forn va confirmar que el nombre de víctimes s'elevava a 13 i el de ferits a més d'un centenar. Un cop es va confirmar que es tractava d'un acte terrorista el President del Govern espanyol, Mariano Rajoy, va viatjar a Barcelona, on es va reunir pels volts de mitjanit amb Enric Millo, el Ministre de l'Interior, Juan Ignacio Zoido, la Vicepresidenta del Govern, Soraya Sáenz de Santamaría, i representants de la Guàrdia Civil a la delegació del govern a Barcelona. Posteriorment faria una declaració institucional, a quarts d'una de la matinada.
Josep Lluís Trapero, major dels mossos, va comparèixer poc abans de les 11 del vespre i va relacionar per primera vegada els fets amb l'explosió d'Alcanar de la nit anterior. Es va presentar la hipòtesi que possiblement s'estigués preparant un atemptat amb bombones de butà i que algun tipus d'error va produir una explosió fortuïta.
A quarts de nou del vespre diversos mitjans van informar que la policia estava buscant dues persones relacionades amb l'atac i que s'havia detingut a una tercera persona.

### Un cotxe se salta un control policial
A les 19:45 un Ford Focus blanc es va saltar un control policial a la part alta de l'Avinguda Diagonal de Barcelona, davant de l'edifici del RACC. El conductor va envestir dos agents dels mossos, que van disparar fins a 10 trets al vehicle, però aquest va aconseguir fugir. El cotxe va aturar-se pocs kilòmetres més endavant, a Sant Just Desvern, davant mateix de l'edifici Walden. El conductor, en aquell moment no identificat, va abandonar el vehicle i va fugir.
Quan la policia va arribar al cotxe, hi va trobar un home mort al seient del darrere, víctima d'un apunyalament. Un cop identificat, es va informar que es tractava del propietari del vehicle, un home de 34 anys veí de Vilafranca del Penedès. Per bé que inicialment es va mantenir la prudència respecte a la vinculació d'aquests fets amb l'atemptat de Barcelona, quatre dies després els Mossos d'Esquadra informaren que ambdós fets estaven relacionats. La víctima estava estacionant el seu vehicle a l'aparcament de la Zona Universitària quan el va abordar Younes Aboyaaqoub qui, dins el seu procés de fugida, el va apunyalar i deixar mort dins el seu vehicle amb el qual va iniciar la fugida fora de Barcelona.

### Atemptat a Cambrils

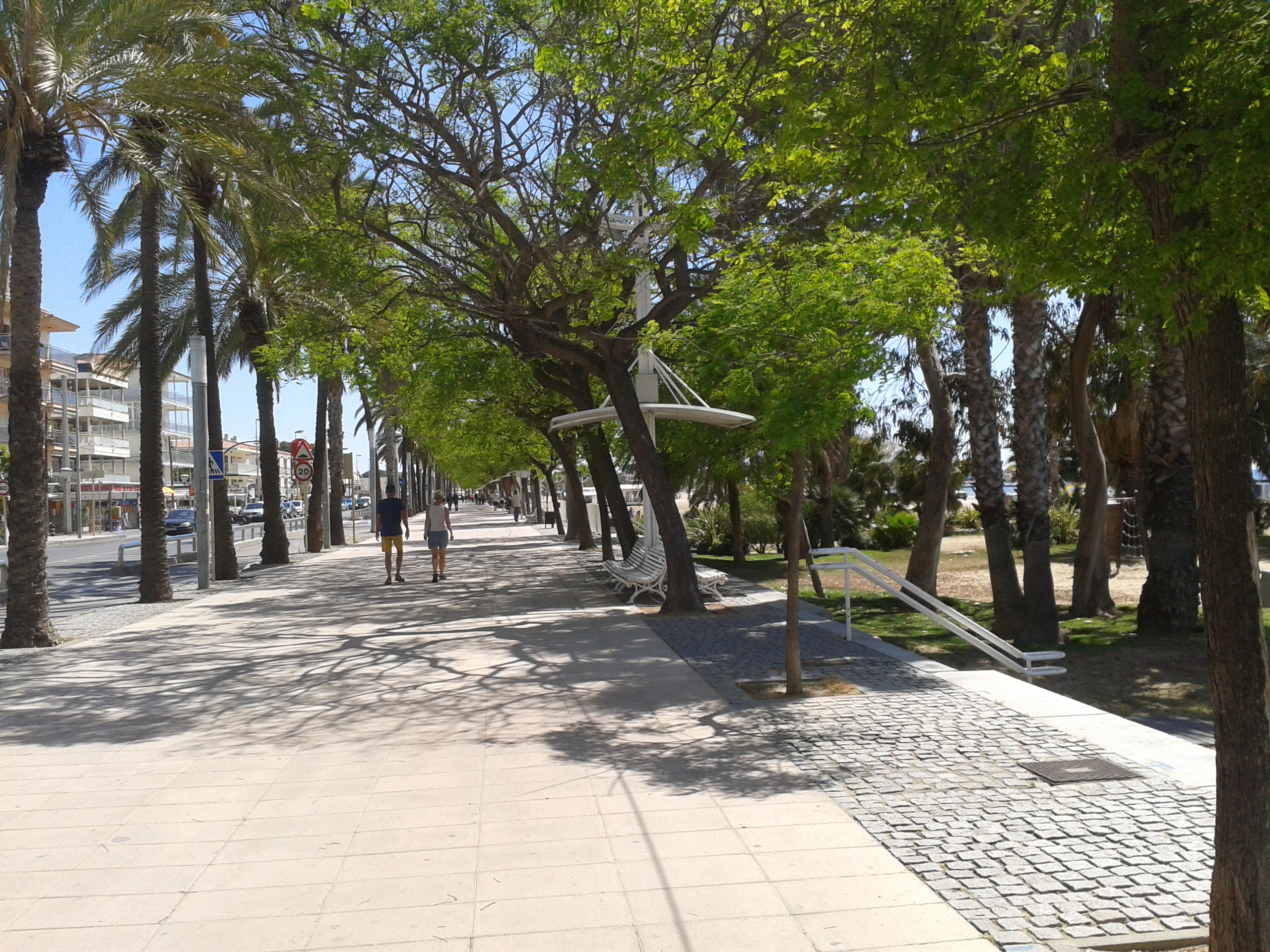
Passeig Marítim de Cambrils, lloc dels fets

Passada la mitjanit, el 18 d'agost del 2017, els Mossos d'Esquadra van informar que hi havia un dispositiu policial en marxa a Cambrils i que la població havia de romandre a casa seva i evitar la difusió de rumors, que podrien interferir amb la intervenció. A les 1:30 de la nit, un Audi A3 negre va irrompre a tota velocitat pel carrer Jaume I de Cambrils i va envestir un cotxe Patrulla dels Mossos. Poc després el cotxe va bolcar davant del Club Nàutic, ubicat a pocs metres del control. Del cotxe van baixar cinc individus carregats amb matxets i una destral, i amb cinturons que simulaven explosius. Van intentar agredir la patrulla de mossos i atacar algun vianant. Després d'un tiroteig, un sol agent dels Mossos d'Esquadra va aconseguir reduir quatre dels terroristes. El cinquè atacant va fugir per l'avinguda de la Diputació (Passeig Marítim) i va ser abatut un centenar de metres després per un altre agent.

## Víctimes
| Nacionalitat | Morts |
| ------------ | ----- |
| Alemanya     | 1     |
| Austràlia    | 1     |
| Bèlgica      | 1     |
| Canadà       | 1     |
| Espanya      | 5     |
| Estats Units | 1     |
| Itàlia       | 3     |
| Portugal     | 2     |
| Total*       | 15    |

En l'atac hi van perdre la vida 15 persones i més de 100 persones de fins a 35 nacionalitats van resultar ferides. Una de les primeres víctimes confirmades era de nacionalitat belga, i inicialment també es va explicar que hi havien perdut la vida tres alemanys, tot i que el Ministeri d'Afers Exteriors alemany va declarar que no ho podia confirmar. L'endemà es va confirmar la mort de dos veïns de Rubí, un d'ells de 3 anys. Des del Ministeri d'Exteriors francès va confirmar 26 ferits, 11 dels quals en estat greu.
El 18 d'agost al migdia es va fer pública la mort d'una de les víctimes de l'atac a Cambrils. Al vespre es va anunciar que hi havien 59 persones ingressades en centres sanitaris: 15 crítics, 25 greus, 7 menys greus i 12 lleus.

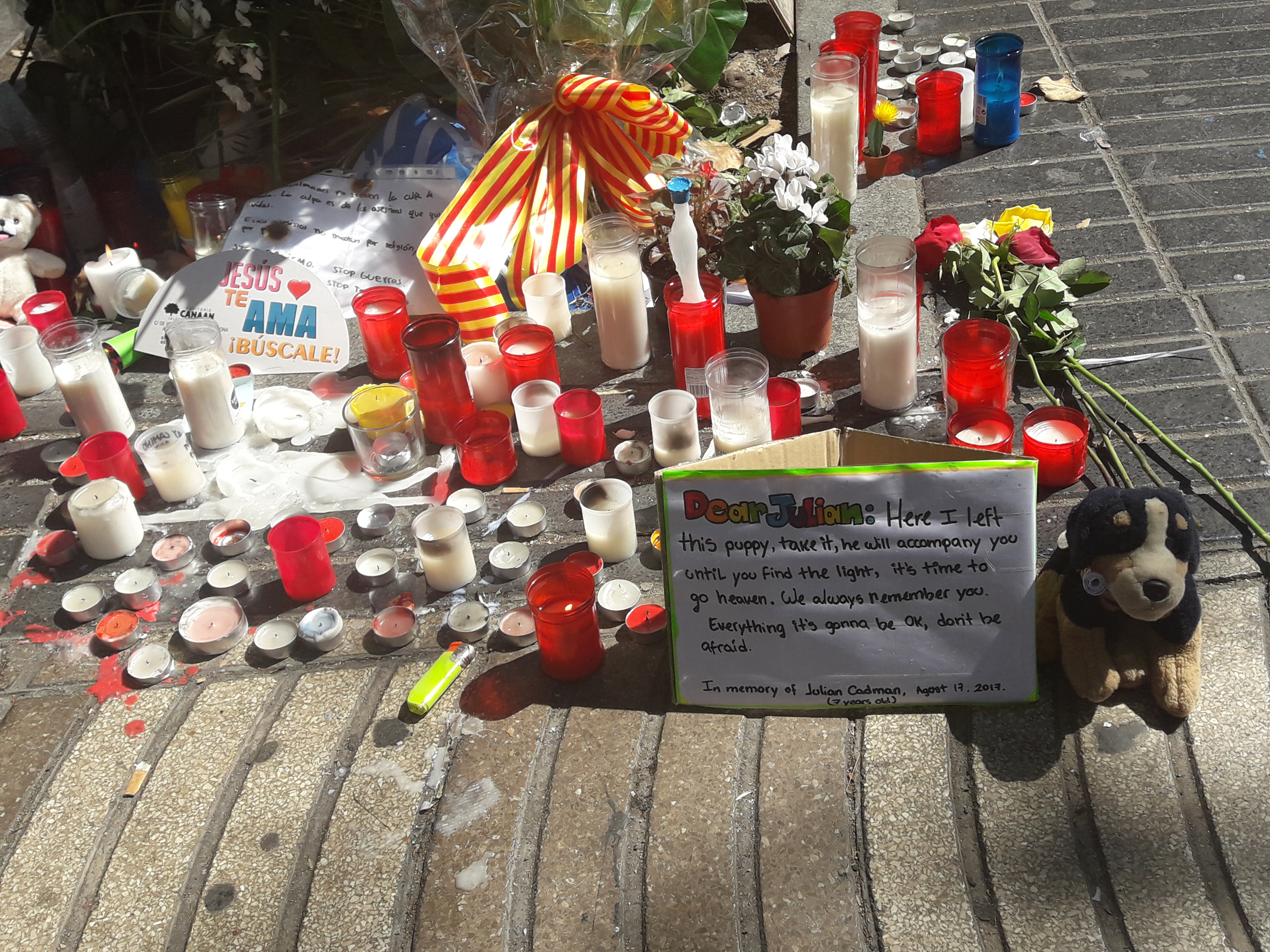
Espelmes en record del nen australià de 7 anys mort a l'atemptat

El 20 d'agost es feu públic un nou balanç de víctimes i ferits, on es comunicava la identificació de 12 de les 13 víctimes de l'atemptat de Barcelona, així com la identificació de l'única víctima mortal de Cambrils, comunicada dos dies abans. Pel que feia als ferits, a Barcelona s'atengué fins a 126 persones, de les quals 47 —10 en estat crític, 13 ferits greus, 23 menys greus i 1 ferit lleu— continuaven ingressades en diversos centres hospitalaris. En aquest balanç s'inclogueren per primer cop les 85 persones que, malgrat no haver patit ferides físiques requeriren atenció mèdica per quadres d'angoixa de diversa consideració, derivats de presenciar l'atac.
El 21 d'agost, el balanç de víctimes mortals de l'atemptat de Barcelona va incrementar-se fins a 14, car es va confirmar que l'home apunyalat i trobat dins el cotxe que es va saltar un control policial a la Diagonal morí a mans del conductor del vehicle causant de l'atemptat a la Rambla. El 27 d'agost, el balanç de víctmes s'incrementà novament, en comunicar-se la mort d'una altra persona ferida en l'atemptat.

## Investigació
En tractar-se d'un atemptat terrorista, la investigació oficial va ser assumida per l'Audiència Nacional, que és l'organisme amb competències en aquests casos. El jutge de guàrdia i titular del Jutjat Central d'Instrucció número 4, Fernando Andreu, va obrir diligències el mateix dia 17 d'agost. Serà ell qui prengui declaració dels detinguts relacionats amb l'atac. Al voltant de les 20 del vespre es va traslladar a la capital catalana amb el cap de l'Audiència Nacional, Jesús Alonso, i van tornar a Madrid l'endemà.
El dia 18 d'agost a dos quarts de tres el major dels mossos, Josep Lluís Trapero, va explicar que la investigació està centrada en la investigació de les persones que es movien a la finca d'Alcanar, la identificació dels terroristes de Cambrils i la identificació de les persones que van llogar els vehicles, que estan sent analitzats al complex Egara, la central dels Mossos ubicada a Sabadell.
La hipòtesi actual amb què treballen els Mossos és que l'imam d'una mesquita de Ripoll hauria instigat un grup de joves del poble a realitzar els atacs. Aquest atac s'hauria estat preparant des de feia temps al centre d'operacions d'Alcanar; però l'explosió fortuïta va torçar els plans i finalment els atacs de Barcelona i Cambrils van ser conseqüència de l'accident d'Alcanar, i de menys intensitat que la intenció inicial. A data 20 d'agost els mossos continuen amb la investigació oberta, tot i les declaracions del Ministre Zoido que donava la cèl·lula per desactiva.
El 15 de juliol de 2019 el diari Público va informar que fins al dia dels atemptats Abdelbaki es Satty continuava sent considerat confident i informador dels serveis secrets espanyols, i que les comunicacions entre l'informador i els serveis secrets van estar actives almenys durant els dos mesos anteriors als atemptats utilitzant com a eina de missatgeria els esborranys d'una "bústia morta". L'endemà el mateix diari publicà que els serveis secrets espanyols tenien punxats els telèfons mòbils d'Omar Hichamy i de Younes Abouyaaqoub, dels quals van poder-ne escoltar les converses telefòniques dels dos així com rastrejar-ne l'itinerari que varen fers els dies anteriors a l'atemptat. Aquests mòbils però acabaren recuperats pels Mossos d'Esquadra que els dipositaren als jutjats.

### Autoria
Estat Islàmic va reivindicar l'autoria dels fets, mitjançant un comunicat difós pel seu òrgan de propaganda Amaq. Estat Islàmic identifica els autors de l'atac com a "soldats del califat", el terme amb què es refereix als membres de l'organització.
El 20 d'agost hi havia entre 13 i 15 persones investigades per la seva presumpta autoria en els fets, dels quals set estaven morts. A l'atemptat a Cambrils van ser abatuts Moussa Oukabir, Said Aallaa, Mohamed Hychami, Omar Hychami i Houssaine Abouyaaqoub. A l'explosió de la casa d'Alcanar, que era el centre d'operacions de la cèl·lula, va resultar greument ferit Mohamed Houli Chemlal i hi van perdre la vida dues persones que van ser identificades -el 21 d'agost- com Youssef Aallaa i Abdelbaki Es Satty (Imam de Ripoll). El ferit Mohamed Houli Chemlal va ser un dels quatre detinguts, juntament amb Driss Oukabir (s'hauria personat a la comissaria dels Mossos d'Esquadra de Ripoll), Sahal El Karib i Mohamed Aallaa. La darrera persona desapareguda era Younes Aboyaaqoub, que hauria pagat el lloguer de les tres furgonetes i hauria estat el conductor de la furgoneta que va dur a terme l'atropellament deliberat a la Rambla de Barcelona. Sobre ell es va dictar una ordre internacional de recerca i captura i finalment fou abatut a Subirats el 21 d'agost.

### Acusacions de falta de comunicació per part dels Mossos
Els serveis antiterroristes de la Policia Nacional d'Espanya digueren que avisaren del perill d'atemptat als Mossos, els encarregats de resoldre aquesta mena d'assumptes.
El Periódico publicà una suposada nota de la CIA avisant de l'atemptat dies abans que ocorreguera. Aquesta nota és considerada per WikiLeaks una falsificació, perquè utilitza cometes no emprades en l'anglès, pels noms de països en castellà en compte dels correctes en anglès (Irak en compte d'Iraq), l'ús de les sigles ISIS en compte de l'ISIL utilitzat pels serveis d'intel·ligència i per l'ús de la paraula "nota" en compte de "notice".

## Resposta ciutadana

### Minuts de silenci

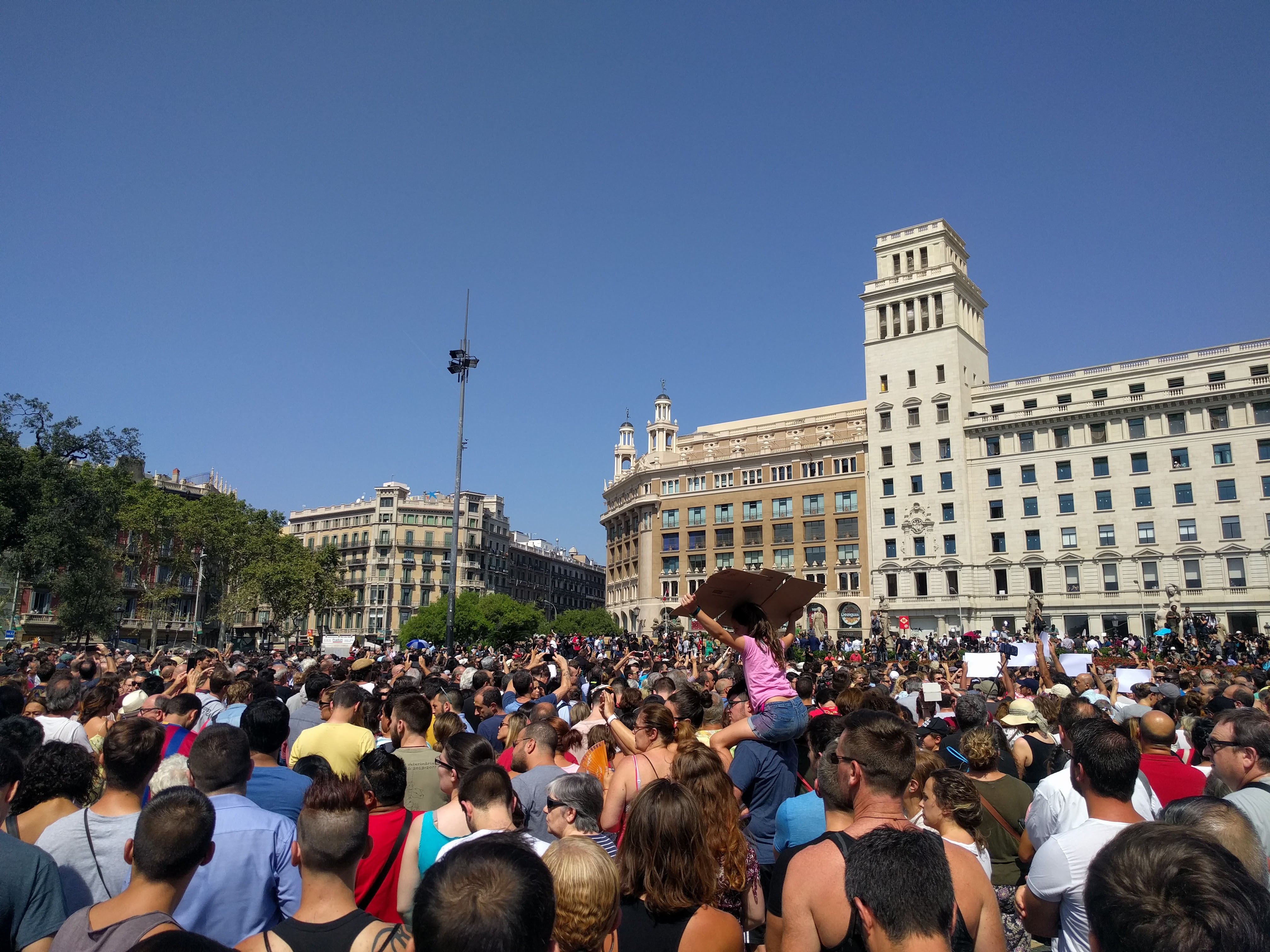
Assistents al minut de silenci

L'Ajuntament de Barcelona i la Generalitat de Catalunya van convocar un minut de silenci pel dia 18 d'agost a la plaça de Catalunya. Ajuntaments d'arreu de Catalunya també van organitzar concentracions a la mateixa hora. L'acte de Barcelona va ser presidit per Ada Colau. També hi van ser presents el Rei Felip VI d'Espanya, Mariano Rajoy, i Carles Puigdemont. Després del minut de silenci, moltes veus van cridar "No tinc por" i van baixar les Rambles en grup, fins al Mosaic del Pla de l'os de Joan Miró. Segons la Guàrdia Urbana, es concentraren 30.000 persones a la plaça i 70.000 persones als carrers adjacents. A les 14:25 Mariano Rajoy i Carles Puigdemont van fer unes declaracions des de la Conselleria d'Interior, i posteriorment va comparèixer el major dels Mossos per informar sobre l'evolució de l'operatiu policial.

### Manifestació antifeixista

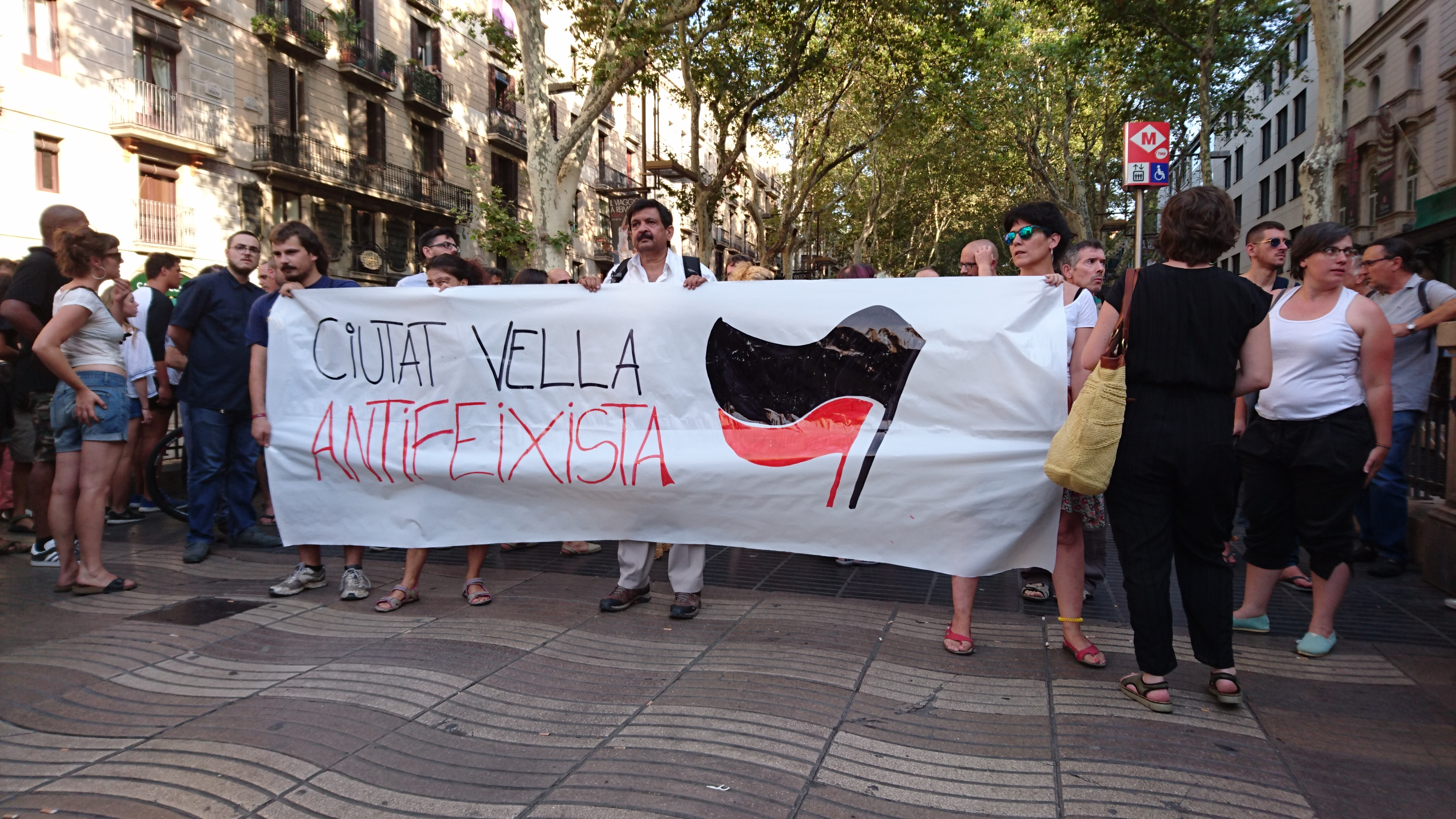
Manifestació antifeixista al centre de la ciutat

Un grup d'ultradreta va convocar una manifestació islamòfoba el dia 18 a les 6 de la tarda, però el rebuig de la ciutadania i una contramanifestació antifeixista molt més nombrosa va fer que els mossos forcessin el grup a abandonar la zona.

### Mostres de condol

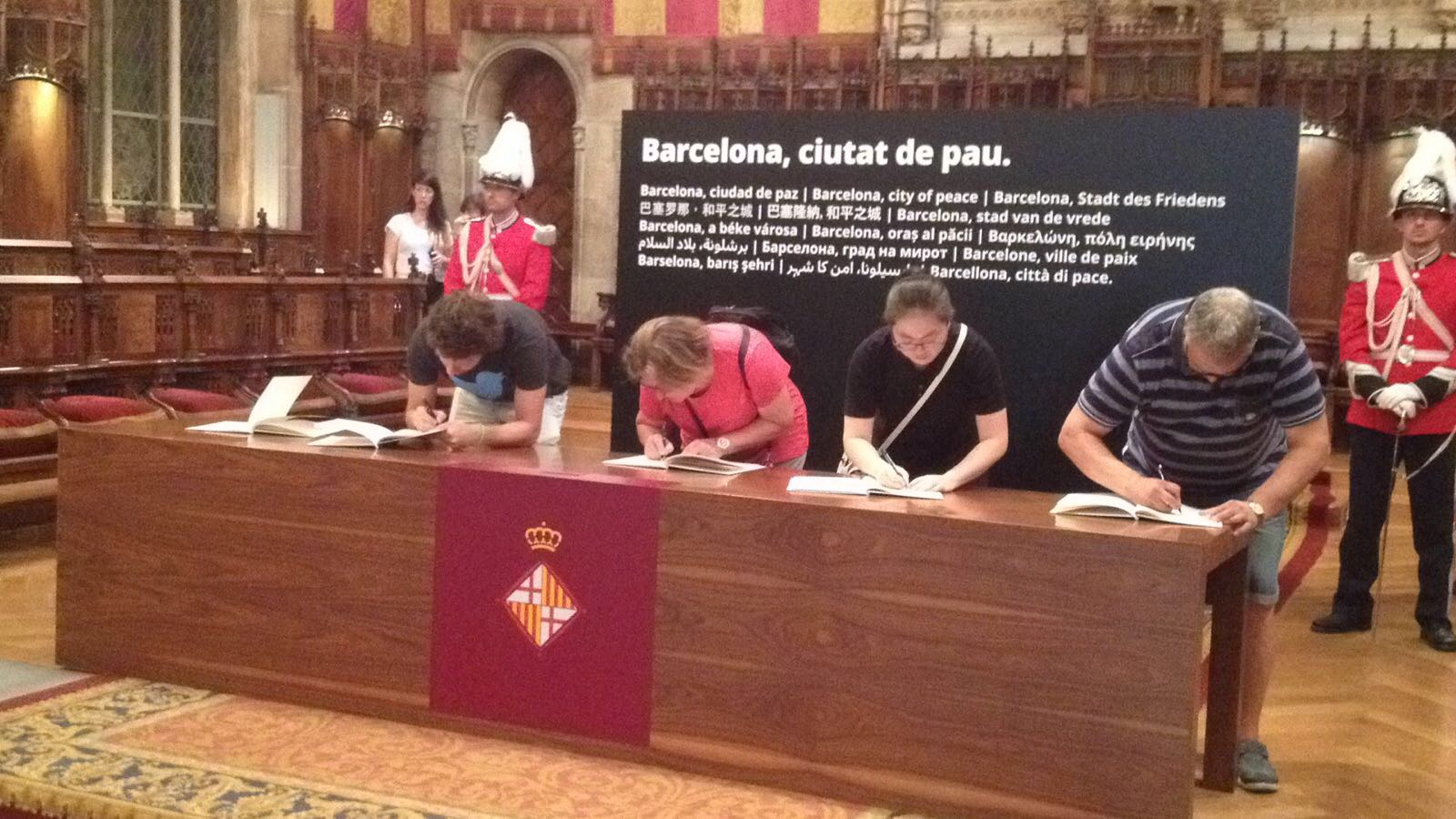
Signatura de condol per l'atemptat, al Saló de Cent de l'Ajuntament de Barcelona

El dia 19 i 20 es va instal·lar un llibre de condol al Saló de Cent de l'Ajuntament de Barcelona. El primer dia hi van passar 2.745 persones. L'assistència massiva de ciutadans va obligar l'Ajuntament a ampliar fins al 26 d'agost el procés de recollida de signatures. Es van omplir més de 100 llibres amb 30,000 missatges de condol.
També es van crear espontàniament desenes de punts amb flors i espelmes al llarg de tota la Rambla, especialment al Mosaic del Pla de l'Os de Joan Miró i a la Font de Canaletes. Tots aquests objectes i mostres de condol van ser recuperades, classificades i arxivades per tècnics del Museu d'Història de Barcelona. Aquesta feina de classificació es va publicar en un web on és possible consultar tots els objectes recollits.
El dia 20 al matí es va oficiar una missa a la Sagrada Família de Barcelona, amb la presència de molts polítics i càrrecs institucionals.

### Manifestacions posteriors
Diverses organitzacions de la comunitat musulmana van convocar una manifestació de rebuig als fets per al dilluns 21 d'agost a Barcelona. A nivell institucional, es va convocar una manifestació unitària contra el terror per al dissabte 26 d'agost a les 18h als Jardinets del Passeig de Gràcia baixant pel passeig de Gràcia fins a arribar a la Plaça de Catalunya.

## Reaccions

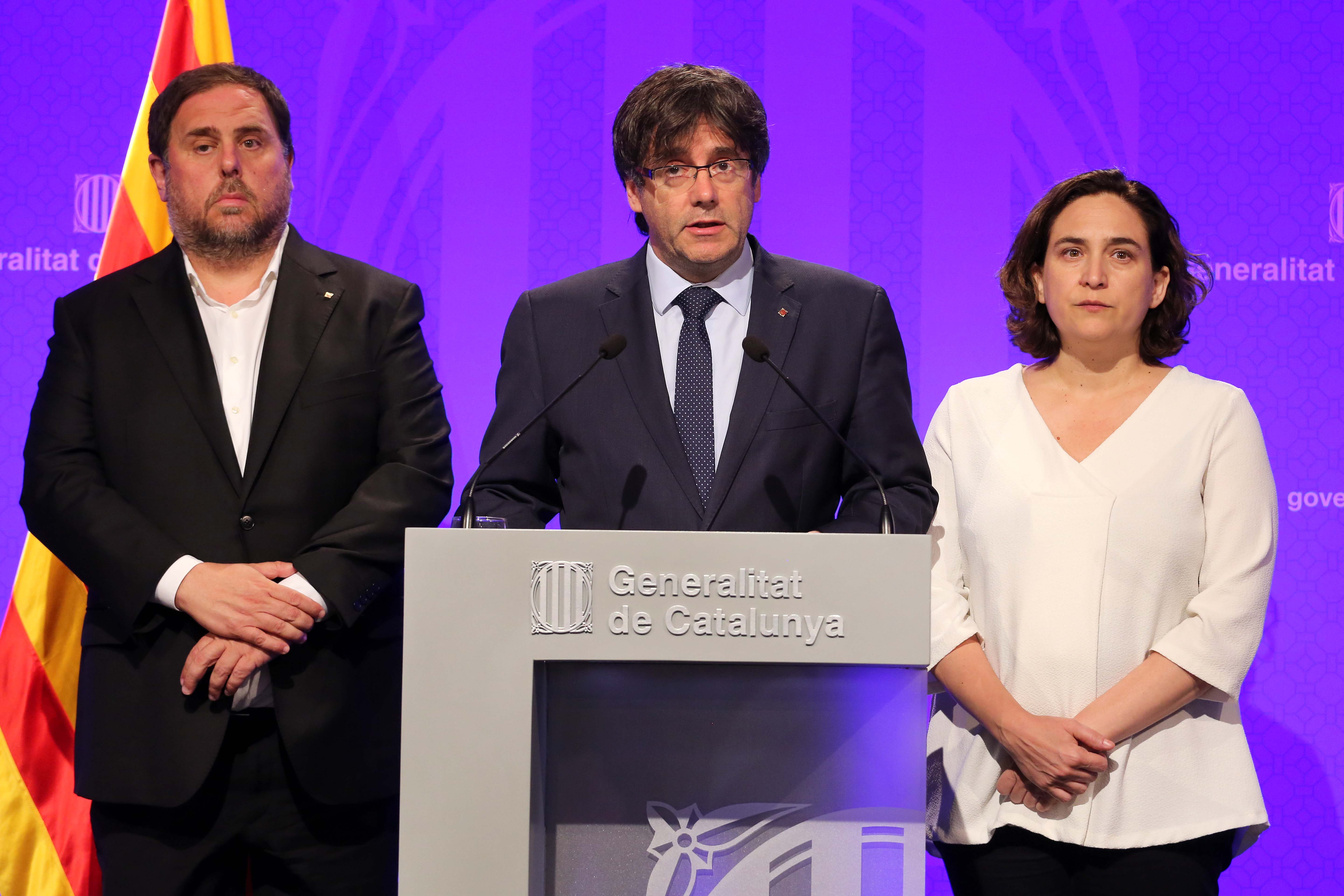
Declaració institucional de Carles Puigdemont, Oriol Junqueras i Ada Colau

A les 9 del vespre el President de la Generalitat, el vicepresident i l'alcaldessa de Barcelona van fer una declaració institucional. Es van declarar tres dies de dol a Catalunya.
Molts dels líders mundials van reaccionar als esdeveniments, expressant xoc, simpatia i solidaritat amb Espanya i Catalunya. El ministre d'Afers Exteriors d'Irlanda, Simon Coveney, va afirmar que estava «horroritzat» pels esdeveniments que es desenvolupaven a Barcelona i va dir que «en nom del govern irlandès, vull transmetre el nostre condol i solidaritat amb la gent d'Espanya en aquest moment». En la mateixa línia, el ministre d'Afers Exteriors del Japó, Fumio Kishida, també es va afegir a la condemna de l'atac i va expressar la seva solidaritat amb la zona afectada. El president Donald Trump va condemnar l'atemptat a La Rambla i va expressar el condol a les víctimes i va dir que els Estats Units seguien la situació i oferien assistència a les autoritats locals.
Segons la corresponsal de The New York Times a l'Iraq, Rukimini Callimachi, als canals de Whatsapp afins a Daeix la reacció es va produir poc després de l'atemptat, amb missatges agressius en castellà celebrant els esdeveniments.
L'endemà dels atemptats, els mercats financers europeus començarien la jornada en negatiu. L'Íbex 35 cauria un 1,3% en l'obertura de la borsa, la Borsa d'Itàlia i la Borsa de París caurien un 0,9%, la Borsa de Frankfurt un 0,8% i la Borsa de Londres un 0,6%. Al mercat de deute, la prima de risc espanyola pujaria fins als 103,1 punts bàsics, amb un interès al 1,443% mentre que l'euro guanyava terreny i se situava a 1,1747 dòlars.